# Can Prats de Castanyet
Can Prats de Castanyet és un monument del municipi de Santa Coloma de Farners (Selva) inclòs en l'Inventari del Patrimoni Arquitectònic de Catalunya.

## Descripció
Es tracta d'un conjunt amb diversos cossos però l'edifici principal, és una casa de dues plantes, coberta amb teula àrab i vessants amb caiguda a la façana. Destaca la porta principal, d'arc de mig punt, adovellada, amb el número 28 en una placa, i amb tres esglaons per accedir-hi, de pedra. Sobre la porta, hi ha una petita finestra amb arc conopial, les altres obertures són simples i rectangulars. A la façana també s'aprecia una espitllera a la part dreta.
El cos central queda envoltat per altres edificacions de datació més tardana, de diferents nivells degut al pendent del terreny. Per l'esquerra, hi ha unes escales que porten a un annex, adossat a la casa principal, de tres pisos i sense significació, ja que no hi ha cap obertura amb llinda monolítica, a diferència dels cossos afegits a la dreta de la casa principal, que són amb murs d'aparell regular, de pedra, i obertures amb rajol o llinda monolítica, es tracta de dependències destinades probablement al bestiar.
Cal destacar, del conjunt, el paller, que es conserva amb les bigues i cairats de fusta, coberta de teula àrab i vessants a laterals, les parets del mur són gruixudes amb carreus ben tallats als vèrtexs, i en un mur lateral hi ha restes d'un rellotge de sol. Es troba davant la casa, a pocs metres.
Hi ha algunes finestres trencades i pels voltants de la casa les herbes i la vegetació dificulten l'accés.